# Cold Springs School
Pour les articles homonymes, voir Cold Spring.
La Cold Springs School est une école américaine située dans le comté de Marion, dans l'Arkansas. Protégée au sein de la Buffalo National River, elle est inscrite au Registre national des lieux historiques depuis le 29 octobre 1992.